# Црква Светог Петра у Београду
Црква Светог Петра апостолског је католичка црква под јурисдикцијом Београдске надбискупије. Налази се на адреси Македонска 23, Градска општина Стари Град. Жупа Светог Петра апостола основана је 1930. године. Зграда цркве је на садашњем месту саграђена 1933. године.

## Историја
Историја жупе Светог Петра Апостола уједно је и историја исусоваца у Београду и дуга је неколико векова. У доба турске владавине исусовци су у неколико наврата покушавали да се настане у Београду. Године 1612. Патер Бартол Кашић са оцем Синијем оснива овде хуманистичку школу, гимназију за 32 ученика, углавном Јевреја и Срба, прву такву на Балкану. Касније, током борби против Турака, стајали су на страни хришћана помажући рањеницима и остајући уз њих до самог краја, због чега су многи исусовци и сами бивали убијени. Средином 17. века поново се враћају у Београд, али овог пута само као мисионари. Посебно је био цењен апостол Томо Главинић који је био прозван апостолом свих народности у Београду. Уживао је поштовање калуђера у Вишњици, а погинуо је 1690. године након што су Турци поново освојили Београд. Када је Еуген Савојски освојио Београд 1717. године исусовци се поново враћају. Већа група језуита у српску престоницу долази 1718. и на Дорћолу прави своју заједницу. Њихова жупа добија на поклон из Петроварадина велику реликвију, барокну слику Богородице с Дететом, икону Марије Помоћнице. Поново покрећу гимназију која је уживала добар глас и 1735. имала 77 ученика, а подигли су и цркву посвећену Мајци Божијој на Дорћолу. Када је град враћен Турцима 1739. и Аустријанци сами порушили све што су у међувремену подигли. Исусовци остављају цркву и све што су саградили. Односе само Богородичину слику, коју склањају у исусовачку цркву у Петроварадину. На позлаћеној плочи урезују: „Из Београда изгнана Девице, својом заштитом непрестано чувај Петроварадинце”. Због ових речи слика је, током боравка у Петроварадину, добила назив Богородица Београдска, и данас је предмет посебног поштовања.
После укидања реда (1773–1814) исусовци тек 1930. поново долазе у Београд, тада већ престоницу Краљевине Југославије. На Нову годину 1931. започињу рад у новоутемељеној жупи Светог Петра Апостола. Купили су кућу коју је 1845. саградио Јован Стејић, лекар краљевске породице. Данас је кућа под заштитом београдског Завода за заштиту споменика културе. У дворишту те куће 1933. граде цркву према нацрту чувеног загребачког градитеља Јурја Денцлера (Juraj Denzler). Следеће, 1934. године у Београд је из Петроварадина враћена и Богородица Београдска и данас је предмет посебног поштовања.

### Кућа Јована Стејића
Кућу у Македонског улици, на броју 23, подигао је, 1845. године, Јован Стејић, лични лекар кнеза Милоша, који се сматра једним од оснивача српске медицине. Исусовци су је купили 1931. године, са намером да ту сазидају цркву. Након куповине су као привремену капелу преуредили Стејићеву гаражу и благословили је.

## Изградња цркве
Три године после повратка у Београд, 1933. године, исусовци су одлучили да у дворишту подигну храм Светог Петра апостола, према пројекту загребачког градитеља Јурја Денцлера. Подизање богомоље није текло глатко. Министарство грађевине је одобрило градњу, али се општина снажно противила. Овај проблем је, према причама, решен тако што су жене из комшилука одлучиле да помогну и на главама носиле посуде са водом за радове. Црква је изграђена веома брзо и већ наредне године у њу је враћена икона Богородице Београдске.

### Изглед цркве
За разлику од осталих католичких храмова у Београду, ова црква је изведена атипично, као двобродна грађевина са главним и још једним северним побочним бродом са галеријом, која се простире целом његовом дужином. На источној страни је полукружна апсида и сакристија са северне стране олтарског простора. Црква је осветљена уједначеним низом од пет окулуса (округлих прозора) а бродови су међусобно одвојени стубовима. Олтари су постављени у побочни брод, док се предворје цркве простире скоро
целом ширином побочне лађе и над њим је постављен хорски простор са оргуљама и који је од осталог дела цркве одвојен стакленим зидом и вратима.
Спољашњост цркве решена је модернистички безорнаментално, у виду једноставне и плошне обраде. Једини декор представљају три нише у највишој зони прочеља. Изведена је попут дворанских цркава које су најчешће и биле заступљене као модел за изградњу градских жупних цркава и такорећи омиљени тип градске и проповедничке цркве.
Уз северну страну Цркве Светог Петра апостола надовезују се просторије жупног уреда и резиденција исусоваца.

### Страдање цркве у Другом светском рату
Првог дана бомбардовања Београда 6. априла 1941. године на језуитски манастир и цркву пале су две немачке бомбе. Прва, разорна бомба пала је на цркву Светог Петра апостола. Под силином удара настала су велика оштећења у богомољи, а попуцали су и зидови. Друга, запаљива бомба, неким чудом није се активирала, тако да је црква избегла пожар који би је засигурно у потпуности уништио. Како је тада писао лист Политика: „Тако се догодило да је то била једина римокатоличка богомоља која је истински поделила судбину српског народа”.

## Црква данас
Осим миса на хрватском, односно српском језику, које се одржавају свакодневно, у цркви се одржавају и мисе и на енглеском и мађарском. На енглеском сваке недеље. Некада су се одржавале и на шпанском, француском и словеначком. Концерти озбиљне музике, некада бројни, сасвим су замрли, а трибине се организују повремено.